# Narfi frá Hrísey
Narfi frá Hrísey ist ein isländischer Eishockeyklub aus Hrísey, der während mehrerer Spielzeiten in der isländischen Eishockeyliga spielte.

## Geschichte
Narfi frá Hrísey nahm in den Spielzeiten 2004/05, 2005/06 und 2007/08 am Spielbetrieb der isländischen Eishockeyliga teil. In allen drei Spielzeiten belegten sie den vierten und somit letzten Platz der Liga.